# Тачка усијања
Тачка усијања (енгл. G-Spot) је канадска телевизијска серија, комедијa за одрасле. Две сезоне су емитоване на каналу Е! од 25. априла 2005. године до 3. априла 2006. године. Трећа сезона је почела са емитовањем 2009. године са осам нових епизода. Извршни продуцент и сценариста је Бригит Бако, а филмски продуцентпродуцент Јулија Розенберг.
Серија је комедија ситуације. Прати глумицу Гиги, која заједно са малом групом пријатеља помаже некадашњем успешном глумцу да поврати изгубљену славу. Прича је заснована на стварном животу Бригит Бако.

## Радња
Гиги је глумица која је у младости била ангажована у Холивуду, али сада више није. Након што је изгубила вољену мајку вратила се у Канаду, код оца. Када је напунила 30 година опет одлази у Холивуд са жељом да започне нови живот. Стекла је пријатеље - Стелу и Рокси. Воли децу и жели да има своју.
Саша је Роксина ћерка. Верује да је белац који одраста међу црнцима. Студира на Универзитету Принстон.
Стела је незапослена глумица. Франкеска је костимограф, добитник награде Еми, користи наркотике.
Рик је згодан глумац, хомосексуалац. Пол је Гигин дечко.

## Улоге
| Глумац           | Улога                       |
| ---------------- | --------------------------- |
| Бригит Бако      | Гиги                        |
| Хедер Хансон     | Стела                       |
| Кимберли Хјуј    | Рокси                       |
| Ијан Олден       | Рик                         |
| Хана Лохнер      | Саша                        |
| Себастијан Спенс | Пол                         |
| Кристин Лехман   | Франкеска (Прва сезона)     |
| Стефани Мур      | Ливија (Друга-трећа сезоне) |

### Гости
- Мајкл Т. Веис
- Скот Томпсон

### Понављајући ликови
- Мајкл Лемоан Кенеди
- Стив Димарко (четири епизоде, 2005. година)
- Дејвид Ву (четири епизоде, 2005. година)
- Шон Томпсон (две епизоде, 2006. година)
- Бригит Бако (четрнаест епизода, 2005–2006. година)
- Мајкл Шорт (пет епизода, 2006. година)
- Алекс Пасли
- Јуана Стеин

## Међународно емитовање
| Земља | Канал     | Датум премијере                                                                     |
| ----- | --------- | ----------------------------------------------------------------------------------- |
| Јапан | Фокс лајф | Прва сезона: 10. мај 2009. Друга сезона: 7. јун 2009. Трећа сезона: 2. август 2009. |